# Burmeistera glauca
Burmeistera glauca là loài thực vật có hoa trong họ Hoa chuông. Loài này được (E.Wimm.) Gleason mô tả khoa học đầu tiên năm 1925.